# Skiinfo
Skiinfo is een internationaal bedrijf dat zich richt op de online publicatie van actuele wintersportdata. Het hoofdkantoor ligt in Oslo in Noorwegen. Skiinfo is vooral sterk vertegenwoordigd in de Alpenlanden en Scandinavië, maar is ook actief in Noord-Amerika en Oost-Europa. Sinds 2009 wordt ook informatie over Belgische skigebieden en Nederlandse indoor-skipistes gepubliceerd.

## Geschiedenis
In 1996 werd Skiinfo opgericht in Noorwegen. Binnen enkele jaren groeide het bedrijf en kreeg vestigingen in andere Europese landen. Meer dan 60 voltijdse medewerkers in meer dan tien Europese landen werken dagelijks samen. Tegenwoordig zijn er Skiinfo-vestigingen en vertegenwoordigingen in Oslo, Annecy, Turijn, Žilina en Münster en sinds enkele jaren ook in Londen, Kopenhagen, Madrid, Östersund en Maastricht. Vandaag de dag behoort Skiinfo tot de leidende wintersportportals van Europa, met informatie uit meer dan 2000 skigebieden en informatie  beschikbaar in vijftien talen. 

## Informatie raadplegen
Skiinfo biedt informatie over de sneeuwhoogte, laatste sneeuwval, lawinegevaar, actueel weer en weersverwachting, temperatuur, open skiliften en pistes. Ook zijn er webcams gerangschikt op sneeuwhoogte en actuele sneeuwval, en kunnen gebruikers de skicondities per skigebied vergelijken.
Tegenwoordig kunnen gebruikers ook online de sneeuwcondities checken van ruim 2.000 skigebieden. Zo heeft Skiinfo een "Snowfinder"-module met de sneeuwverwachting per skigebied. Een andere service is "Powderalarm": deze module verstuurt automatisch een e-mail als er binnen 24 uur meer dan 20 cm sneeuw is gevallen in het skigebied.
Skiinfo beschikt ook over een database met sneeuwgeschiedenis per skigebied. Per jaar en periode is aangegeven hoeveel sneeuw er was. Daarmee is te zien hoe sneeuwzeker een skigebied is tijdens een bepaalde periode.

## Informatiemodules
Skigebieden in Oostenrijk, Frankrijk, Zwitserland, Italië, Duitsland, Andorra, Noorwegen, de Verenigde Staten, Canada, Tsjechië, Slowakije, Polen, Slovenië, Bulgarije, Spanje, Zweden, Finland, Liechtenstein, België en Nederland voeren direct hun gegevens in de Skiinfo-database. Deze informatie is vervolgens beschikbaar op internet in 15 talen. Nationale media maken gebruik van speciaal ontwikkelde informatiemodules. Deze modules worden onder andere gebruikt door dagbladen, magazines, touroperators, skiverenigingen en in online tools als iGoogle. Voor beheerders van websites zijn er gratis skigebiedswidgets beschikbaar met webcam en actuele weer- en sneeuwcondities per skigebied.